# Xã Waubay, Quận Day, Nam Dakota
Xã Waubay (tiếng Anh: Waubay Township) là một xã thuộc quận Day, tiểu bang Nam Dakota, Hoa Kỳ. Năm 2010, dân số của xã này là 462 người.